# Odontofòrids
Els odontofòrids (Odontophoridae) són una família d'aus de l'ordre dels gal·liformes (Galliformes) distribuïda de manera natural pel continent americà i que s'ha introduït a altres indrets. Les seves espècies es coneixen sovint com colins. Són conegudes en anglès genèricament per "New World quails" (Guatlles del Nou Món).

## Morfologia
D'aspecte de petites i rodanxones guatlles, estan sovint ornades amb dibuixos vistosos i crestes al cap, apuntades cap avant. Potes fortes sense esperons. Ales curtes. Bec curt, lleugerament corbat i serrat. Moderat dimorfisme sexual.

## Hàbits
En general es tracta d'animals monògams i territorials en l'època de cria, mentre que són gregàries la resta de l'any, formant esbarts.
Són aus diürnes i cerquen el menjar en terra, malgrat que algunes es reuneixen en arbres alts.

## Alimentació
Règim omnívor. Mengen insectes, llavors, vegetació, tubèrculs.

## Hàbitat i distribució
Adaptades a una bona varietat de medis, des del desert fins a la selva tropical, des del Canadà fins al sud de Brasil. Alguna espècie s'ha introduït a diferents llocs com ara Nova Zelanda.

## Reproducció
Sobre un niu a terra, ponen entre 3 i 15 ous, depenent de les espècies. El temps d'incubació també és molt variat (entre 16 i 30 dies). Els pollets són molt precoces, i aviat deixen el niu per acompanyar els seus pares

## Taxonomia
Considerades tradicionalment una subfamília dels fasiànids, actualment hi ha un acord prou generalitzat sobre el seu estatus com a família. S'han classificat en 10 gèneres amb 34 espècies:
- Gènere Callipepla, amb 4 espècies.
- Gènere Colinus, amb 4 espècies.
- Gènere Cyrtonyx, amb dues espècies.
- Gènere Dactylortyx, amb una espècie: el colí cantaire (Dactylortyx thoracicus).
- Gènere Dendrortyx, amb 3 espècies.
- Gènere Odontophorus, amb 15 espècies.
- Gènere Oreortyx, amb una espècie: el colí muntanyenc (Oreortyx pictus).
- Gènere Philortyx, amb una espècie: el colí barrat (Philortyx fasciatus).
- Gènere Ptilopachus, amb dues espècies.
- Gènere Rhynchortyx, amb una espècie: el colí cara-roig (Rhynchortyx cinctus).

El gènere Ptilopachus, tradicionalment situat a la família dels fasiànids, s'ha ubicat a la dels odontofòrids, arran els treballs de Crowe et al. (2006)